# Andrijasziwka (obwód sumski)
Andrijasziwka (ukr. Андріяшівка) – wieś na Ukrainie, w obwodzie sumskim, w rejonie romeńskim, siedziba hromady. W 2024 liczyła 1337 mieszkańców, spośród których 1327 wskazało jako ojczysty język ukraiński, 10 rosyjski.